# Dennis Hauger
Dennis Hauger, né le 17 mars 2003 à Oslo, est un pilote automobile norvégien, membre du Red Bull Junior Team de 2018 à 2023. Champion d'Italie de Formule 4 en 2019, il participe au championnat de Formule 3 FIA en 2020 avec Hitech Grand Prix. Il est le Champion de Formule 3 de l’année 2021.

## Biographie
Dennis Hauger commence le karting à l'âge de cinq ans, y remportant de nombreuses compétitions au niveau international comme les WSK Masters Supers Series en 2015 ou les championnats d'Allemagne en 2017. À la suite de ce titre, il est recruté par le Red Bull Junior Team qui lui fait faire ses débuts en monoplace avec Arden International dans le championnat de Grande-Bretagne de Formule 4, aux côtés de Jack Doohan. Il terme quatrième du championnat, mais il est battu pour un point pour le titre de Champion Junior par Doohan.
En 2019, il rejoint la prestigieuse équipe Van Amersfoort Racing pour un double programme dans les championnats allemand et italien de Formule 4, considérés comme les plus importants,. Dennis Hauger remporte très largement le championnat d'Italie avec douze victoires en vingt-et-une courses. Dans le championnat allemand, malgré six victoires en vingt courses (dont un triplé lors des trois courses de l'avant-dernière manche sur le Hockenheimring), il se montre moins régulier que son rival français Théo Pourchaire, et doit se contenter du titre de vice-champion. Durant l'année, il effectue une pige en Euroformula Open, championnat de Formule 3 régionale, et s'y distingue en finissant dans le top 6 des deux courses.
En 2020, il monte directement en championnat de Formule 3 FIA avec Hitech Grand Prix, et a pour coéquipiers les expérimentés Max Fewtrell et Liam Lawson,. Il monte sur son premier podium lors de la course sprint du Hungaroring ce qui permet de se classer 17e du classement général avec 14 points. Il dispute également les trois dernières manches du championnat d'Europe de Formule 3 régionale où il réalise deux poles positions, remporte une victoire et monte six fois sur le podium. Il se classe septième avec 134 points.

## Galerie photos

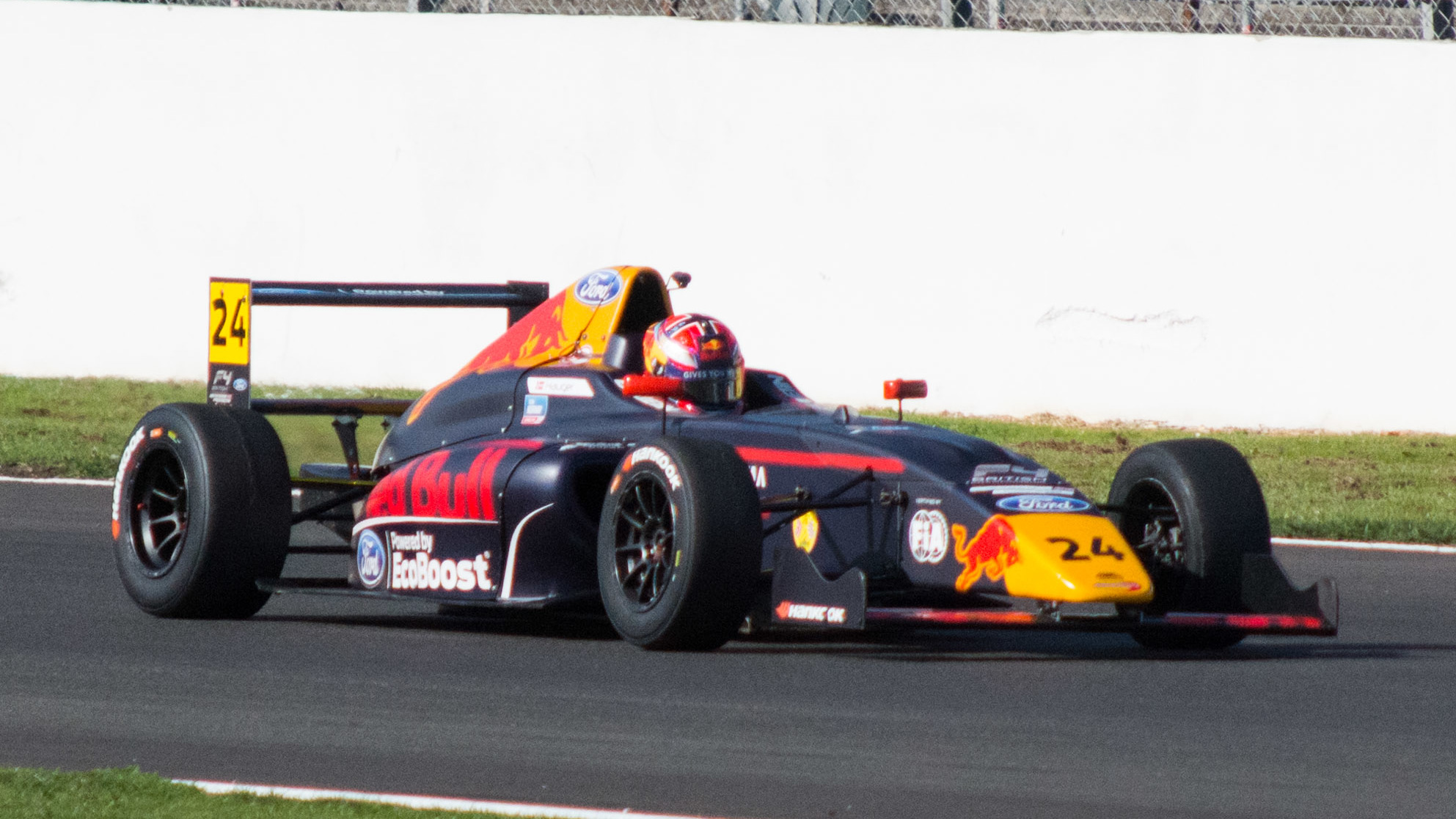
Dennis Hauger en Formule 4 britannique en 2018.
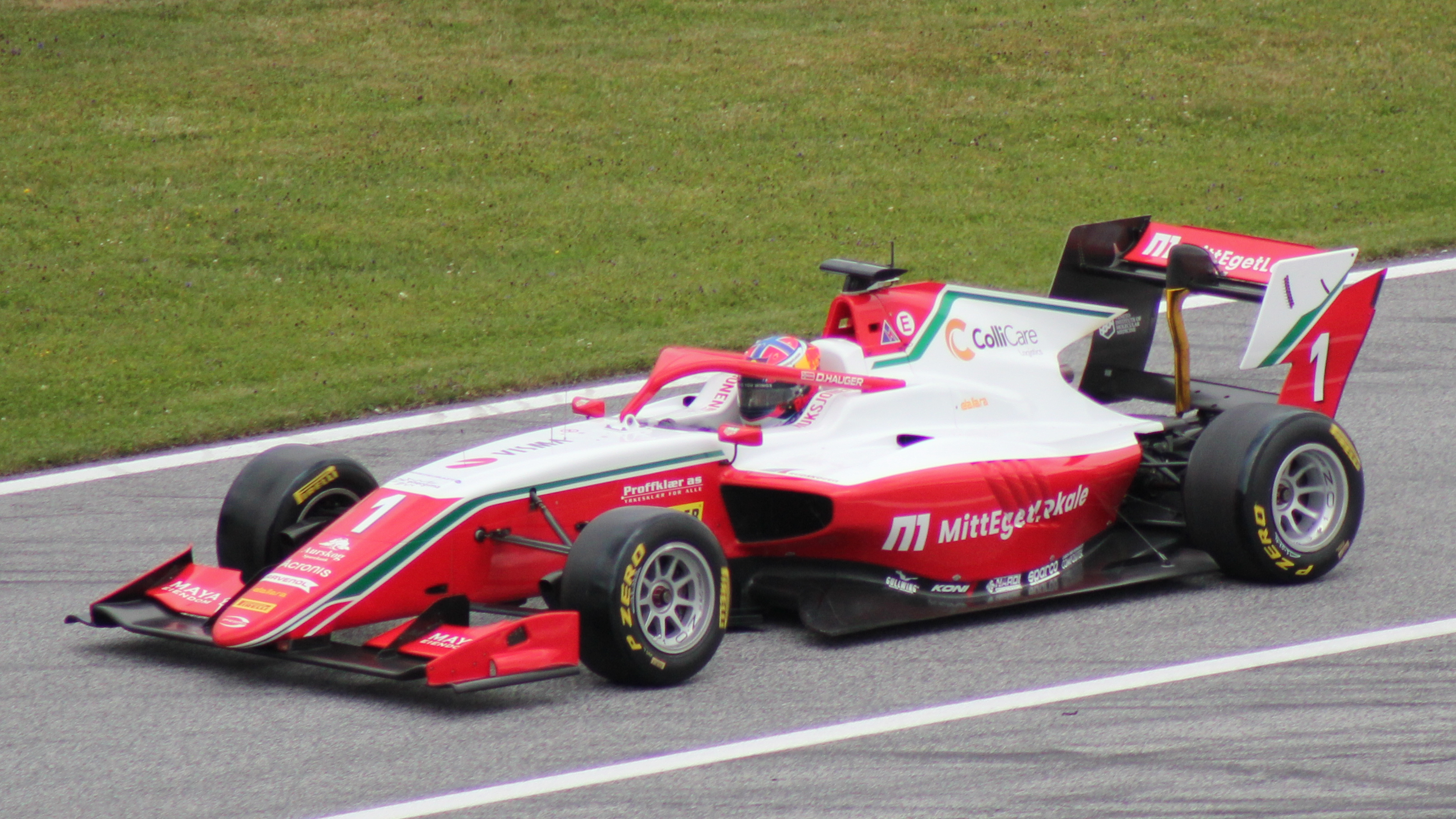
Dennis Hauger en Formule 3 FIA en 2021.
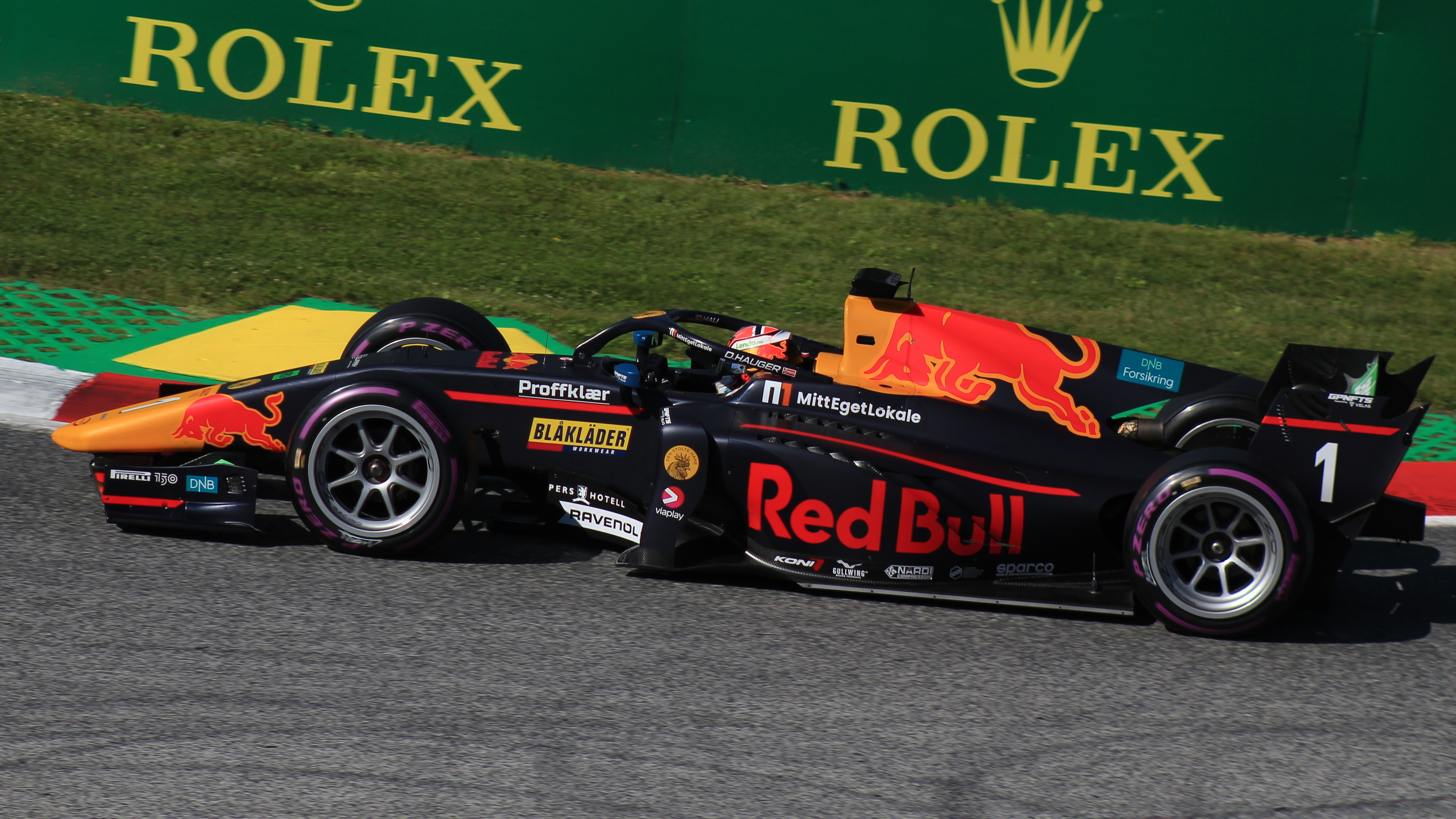
Dennis Hauger sur le Red Bull Ring en Formule 2 en 2022..
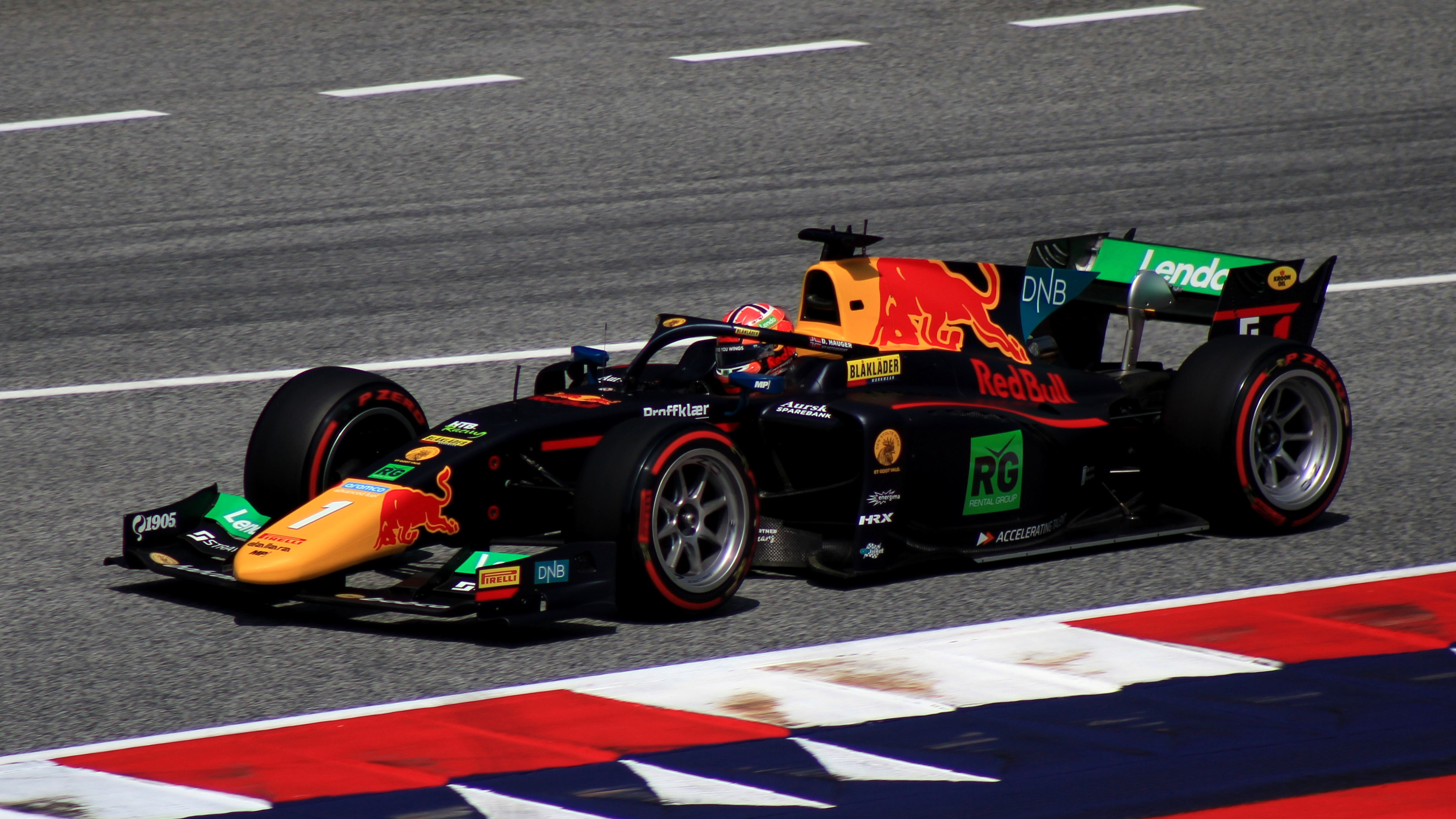
Dennis Hauger en Formule 2 en 2023 à Spielberg.
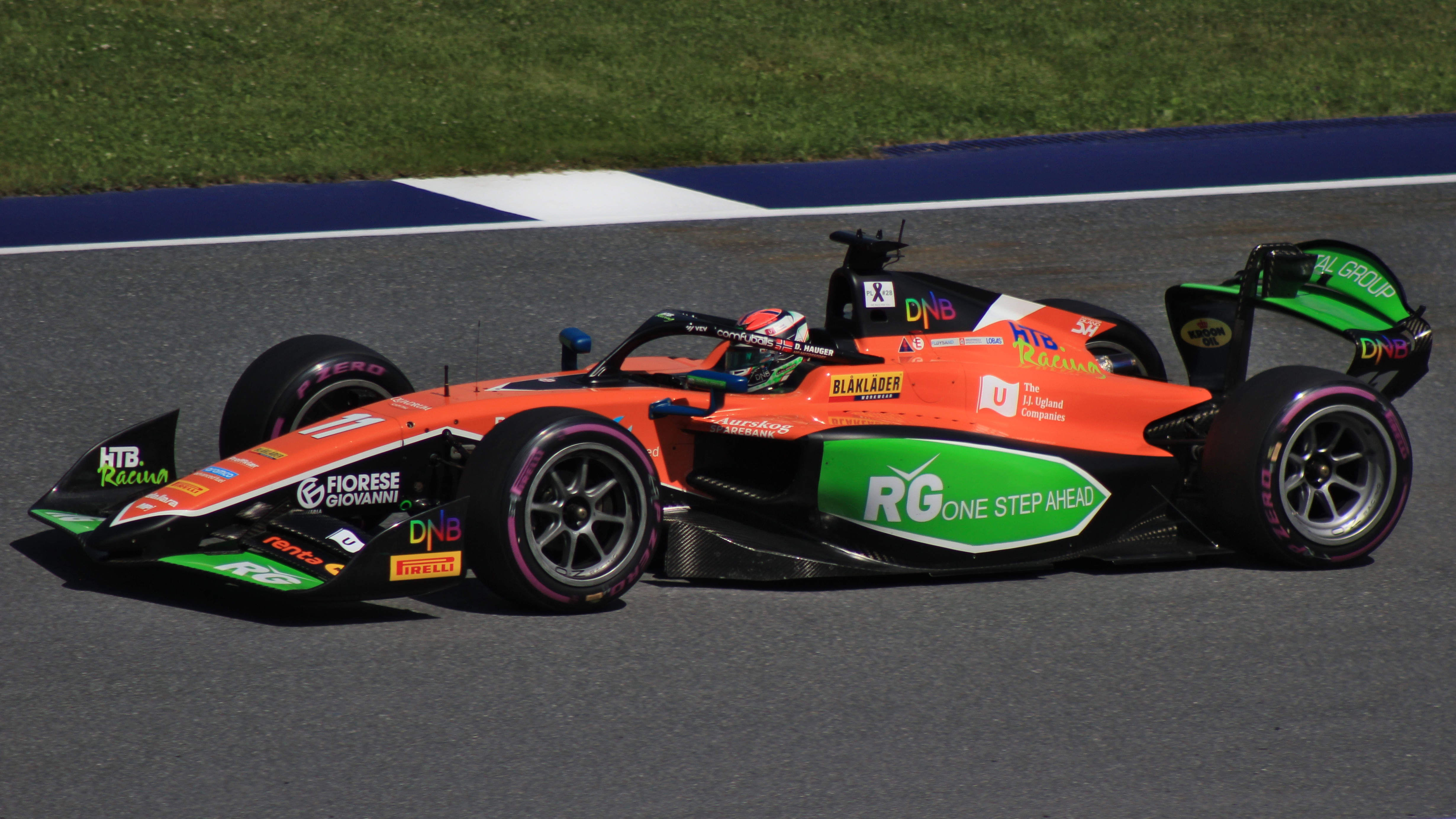
Dennis Hauger en Formule 2 en 2024 à Spielberg.

## Carrière en sport automobile
| Saison | Championnat                                 | Écurie                | Courses | Victoires | Pole positions | Meilleurs tours | Podiums | Points | Classement |
| ------ | ------------------------------------------- | --------------------- | ------- | --------- | -------------- | --------------- | ------- | ------ | ---------- |
| 2018   | Championnat de Grande-Bretagne de Formule 4 | Arden Junior Team     | 30      | 4         | 4              | 4               | 10      | 329    | 4e         |
| 2019   | Championnat d'Allemagne de Formule 4        | Van Amersfoort Racing | 20      | 6         | 5              | 8               | 10      | 251    | 2e         |
| 2019   | Championnat d'Italie de Formule 4           | Van Amersfoort Racing | 21      | 12        | 7              | 9               | 16      | 369    | Champion   |
| 2019   | Euroformula Open                            | Team Motopark         | 2       | 0         | 0              | 0               | 0       | 18     | 19e        |
| 2020   | Formule 3 FIA                               | Hitech Grand Prix     | 18      | 0         | 0              | 1               | 1       | 14     | 17e        |
| 2020   | Formule Régionale Europe                    | Van Amersfoort Racing | 8       | 1         | 2              | 1               | 6       | 134    | 7e         |
| 2021   | Formule 3 FIA                               | Prema Racing          | 20      | 4         | 3              | 4               | 9       | 205    | Champion   |
| 2022   | Formule 2                                   | Prema Racing          | 28      | 2         | 0              | 3               | 4       | 115    | 10e        |
| 2023   | Formule 2                                   | MP Motorsport         | 26      | 2         | 0              | 1               | 4       | 113    | 8e         |
| 2024   | Formule 2                                   | MP Motorsport         | 24      | 1         | 2              | 2               | 5       | 85,5   | 11e        |
| 2025   | Indy Lights Series                          | Andretti Global       | 12      | 6         | 7              | 5               | 9       | 523    | 1er        |